# Фрекецей (комуна, Тулча)
Фрекецей (рум. Frecăței) — комуна у повіті Тулча в Румунії. До складу комуни входять такі села (дані про населення за 2002 рік):
- Каталой (1274 особи)
- Пошта (638 осіб)
- Теліца (659 осіб)
- Фрекецей (1265 осіб) — адміністративний центр комуни

Комуна розташована на відстані 215 км на схід від Бухареста, 14 км на південний захід від Тулчі, 103 км на північ від Констанци, 60 км на південний схід від Галаца.

## Населення
За даними перепису населення 2002 року у комуні проживали 3836 осіб.
Національний склад населення комуни:
| Національність   | Кількість осіб | Відсоток |
| ---------------- | -------------- | -------- |
| румуни           | 3818           | 99,5%    |
| українці         | 16             | 0,4%     |
| росіяни-липовани | 1              | < 0,1%   |
| турки            | 1              | < 0,1%   |

Рідною мовою назвали:
| Мова       | Кількість осіб | Відсоток |
| ---------- | -------------- | -------- |
| румунська  | 3821           | 99,6%    |
| українська | 15             | 0,4%     |

Склад населення комуни за віросповіданням:
| Релігія            | Кількість осіб | Відсоток |
| ------------------ | -------------- | -------- |
| православні        | 3818           | 99,5%    |
| баптисти           | 6              | 0,2%     |
| римо-католики      | 3              | 0,1%     |
| п'ятдесятники      | 2              | 0,1%     |
| мусульмани         | 2              | 0,1%     |
| реформати          | 1              | < 0,1%   |
| лютерани           | 1              | < 0,1%   |
| атеїсти            | 1              | < 0,1%   |
| не вказали релігію | 2              | 0,1%     |

## Зовнішні посилання
- Дані про комуну Фрекецей на сайті Ghidul Primăriilor